# Szarpane Turnie

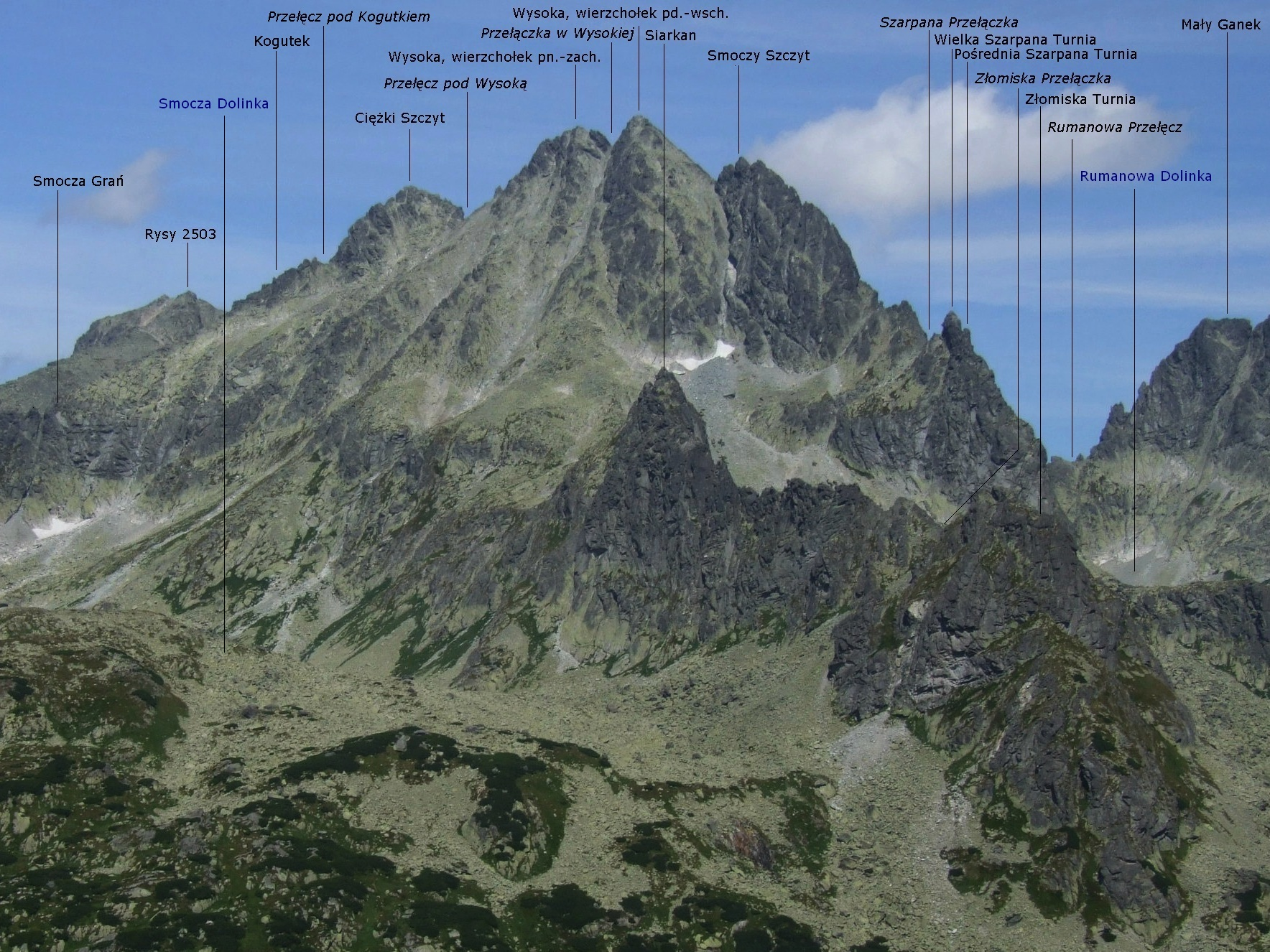
Szarpane Turnie (dwie z nich podpisane)

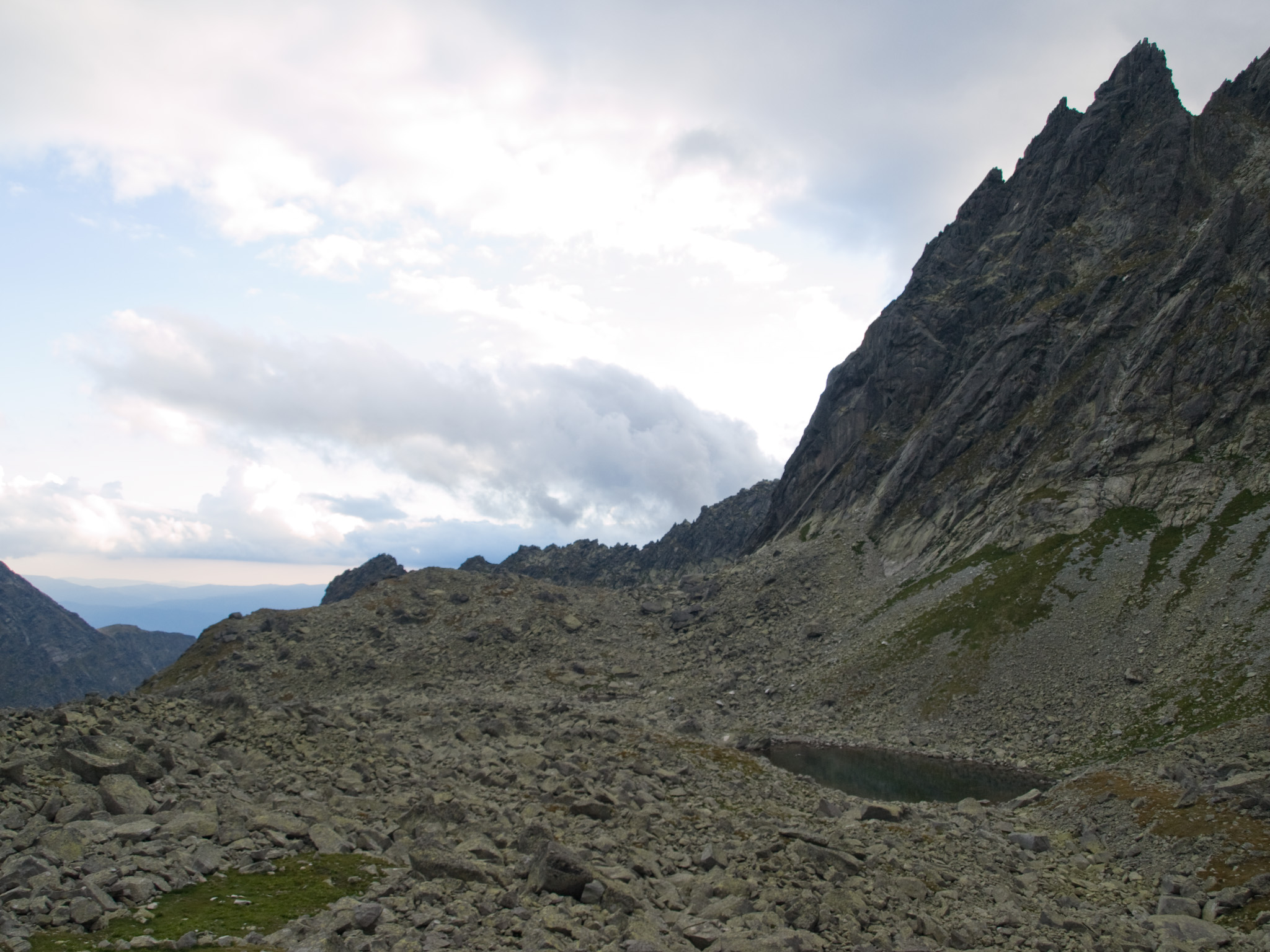
Szarpane Turnie od strony Dolinki Rumanowej (z prawej)

Szarpane Turnie (słow. Ošarpance, niem. Drachenwand, węg. Sárkány-fal) – grupa trzech turni znajdujących się w południowo-wschodniej grani Wysokiej w słowackiej części Tatr Wysokich. Od masywu Smoczego Szczytu na północnym zachodzie oddzielone są głęboko wciętą Szarpaną Przełączką, na południowy wschód od nich wznosi się jeszcze mało wybitna Rumanowa Kopka stanowiąca najbardziej wysunięty na południowy wschód obiekt w południowo-wschodniej grani Wysokiej. Na żaden z obiektów w grupie Szarpanych Turni nie prowadzą szlaki turystyczne, wierzchołki Szarpanych Turni są dostępne jedynie dla taterników.
Obiekty w masywie Szarpanych Turni, począwszy od północnego zachodu:
- Wielka Szarpana Turnia (Veľký Ošarpanec, 2364 m n.p.m.) – najwyższa z trzech Szarpanych Turni,
- Wyżnia Szarpana Szczerbina (Vyšná Ošarpaná štrbina),
- Pośrednia Szarpana Turnia (Prostredný Ošarpanec),
- Niżnia Szarpana Szczerbina (Nižná Ošarpaná štrbina),
- Mała Szarpana Turnia (Malý Ošarpanec).

Polskie i słowackie nazewnictwo Szarpanych Turni pochodzi od ludowej nazwy Šarpanô i określa Szarpane Turnie łącznie ze Smoczym Szczytem. Niemieckie (Drachenwand) i węgierskie (Sárkány-fal) nazewnictwo pochodzi bezpośrednio od Smoczego Stawu w Dolince Smoczej, a pośrednio od ludowych legend o smoku w Tatrach.

## Historia
Pierwsze wejścia turystyczne na trzy Szarpane Turnie:
- Heinrich Behn, Ernst Dubke, Johann Breuer i Johann Franz (senior), 9 maja 1907 r. – letnie,
- Gyula Balla i Lajos Rokfalusy, 24 marca 1912 r. – zimowe[1].